# Mimí Muñoz
Mimí Muñoz Ruiz (2 de agosto de 1914-28 de abril de 1987) fue una actriz española.

## Biografía
Hija del actor Alfonso Muñoz y de Pilar Ruiz, hermana de Pilar Muñoz y madre de las actrices Vicky Lagos (hija de Vittorio de Sica), Mara, Concha y María José Goyanes (hijas del Dr. José Goyanes Echegoyen), se inicia en el mundo artístico siendo aún muy joven. También tuvo un hijo varón, Pepe Goyanes.

## Vida artística
Se dedicó casi plenamente al teatro, interpretando cerca de 350 obras, muchas de ellas junto a los grandes de la escena española del siglo XX, como Margarita Xirgu, con la que coincide en La duquesa de Benamejí y La zapatera prodigiosa (1930) y María Fernanda Ladrón de Guevara, con la que interpreta Madame X. Participa igualmente en los montajes de Pipiola, La enemiga, Eloísa está debajo de un almendro, de Enrique Jardiel Poncela, ¡Sublime decisión!', de Miguel Mihura,  Amores y amoríos, de los Hermanos Álvarez Quintero y El amor es un potro desbocado, de Luis Escobar.
En cine debuta en 1939 con la película italo-española de Edgar Neville Frente de Madrid, protagonizada por Conchita Montes, Seguida de Santa Rogelia y Maddalena... zero in condotta. Apareció en 1958 en la película Entierro de un funcionario en primavera, seguida de La casa de la Troya, en 1959. Pasada más de una década volvió con Simón, contamos contigo (1971), dirigida por Ramón Fernández. Desde entonces, trabajó a las órdenes de Pedro Olea (Pim, pam, pum... ¡fuego!, 1975; La Corea, 1976; Un hombre llamado flor de otoño, 1978), Luis García Berlanga (La escopeta nacional, 1978) y Alfonso Ungría (Soldados, 1978).
En la década de 1970, hizo también incursiones en televisión, como la serie Divertido siglo (1971), de Fernando García de la Vega, dos episodios de la célebre Curro Jiménez (1977) y en el episodio La rifa, de la serie Que usted lo mate bien (1979).